# Jia
Jia is een bestuurslaag in het regentschap Bima van de provincie West-Nusa Tenggara, Indonesië. Jia telt 2514 inwoners (volkstelling 2010).